# Нижня Озеряна
Ни́жня Озеряна — село в Україні, у Мереф'янській громаді Харківського району Харківської області. Населення становить 163 осіб. Колишній орган місцевого самоврядування — Утківська селищна рада.

## Географія
Село Нижня Озеряна знаходиться за 2 км від річки Мжа (лівий берег). На відстані 1 км від села розташована місто Мерефа, смт Утківка і село Верхня Озеряна. До села примикають кілька лісових масивів (дуб).

## Історія
Село засноване 1701 року.
29 вересня 2009 року село було газофіковане.

## Пам'ятки
- Церква Озерянської Ікони Божої Матері
- Озерянська ікона Божої Матері — головна святиня і покровителька міста Харкова і всієї Слобожанщини. З'явилася ікона в Озерянській місцевості. Наразі знаходиться в Покровському монастирі Харкова.

## Галерея

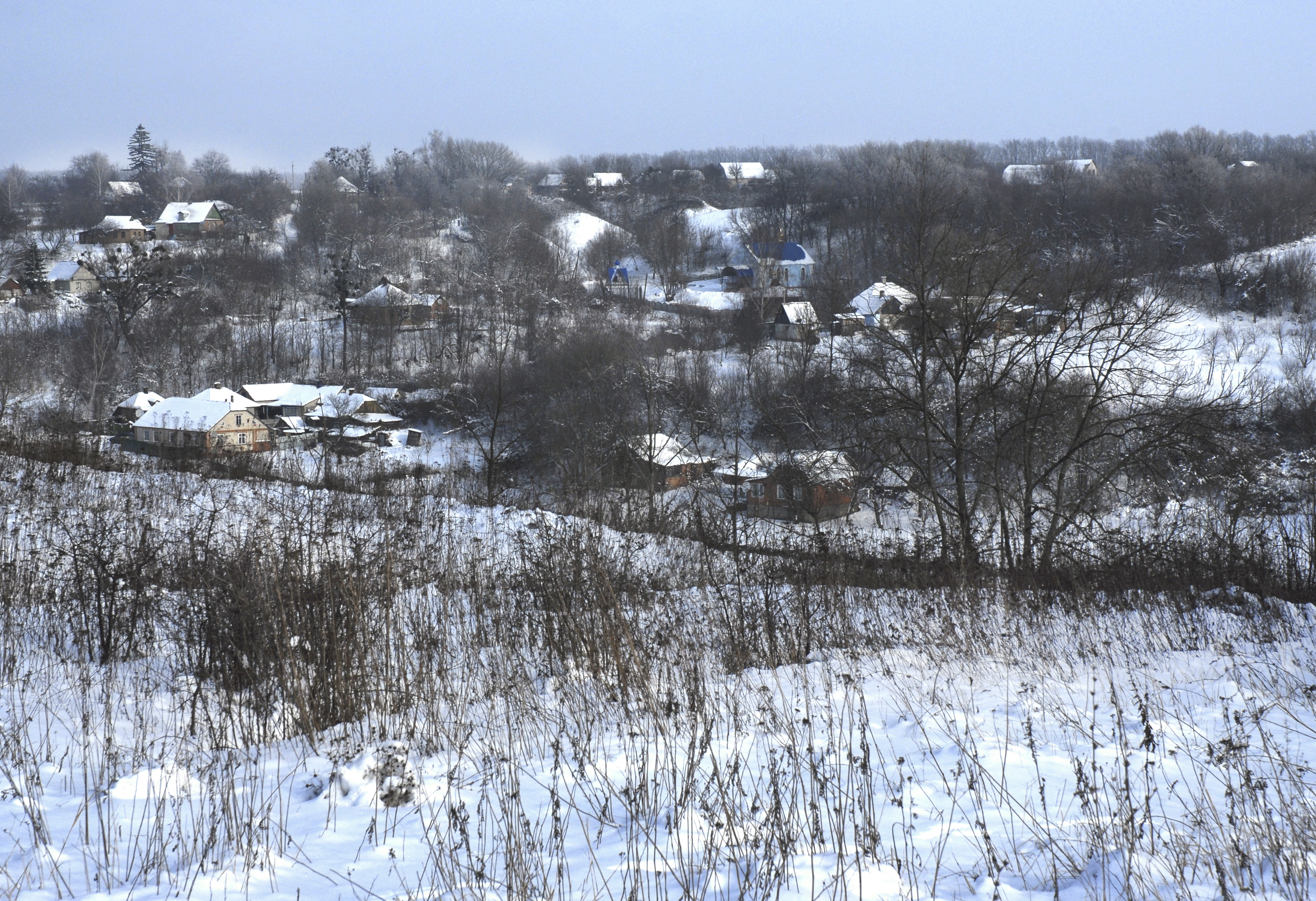
Нижня Озеряна взимку
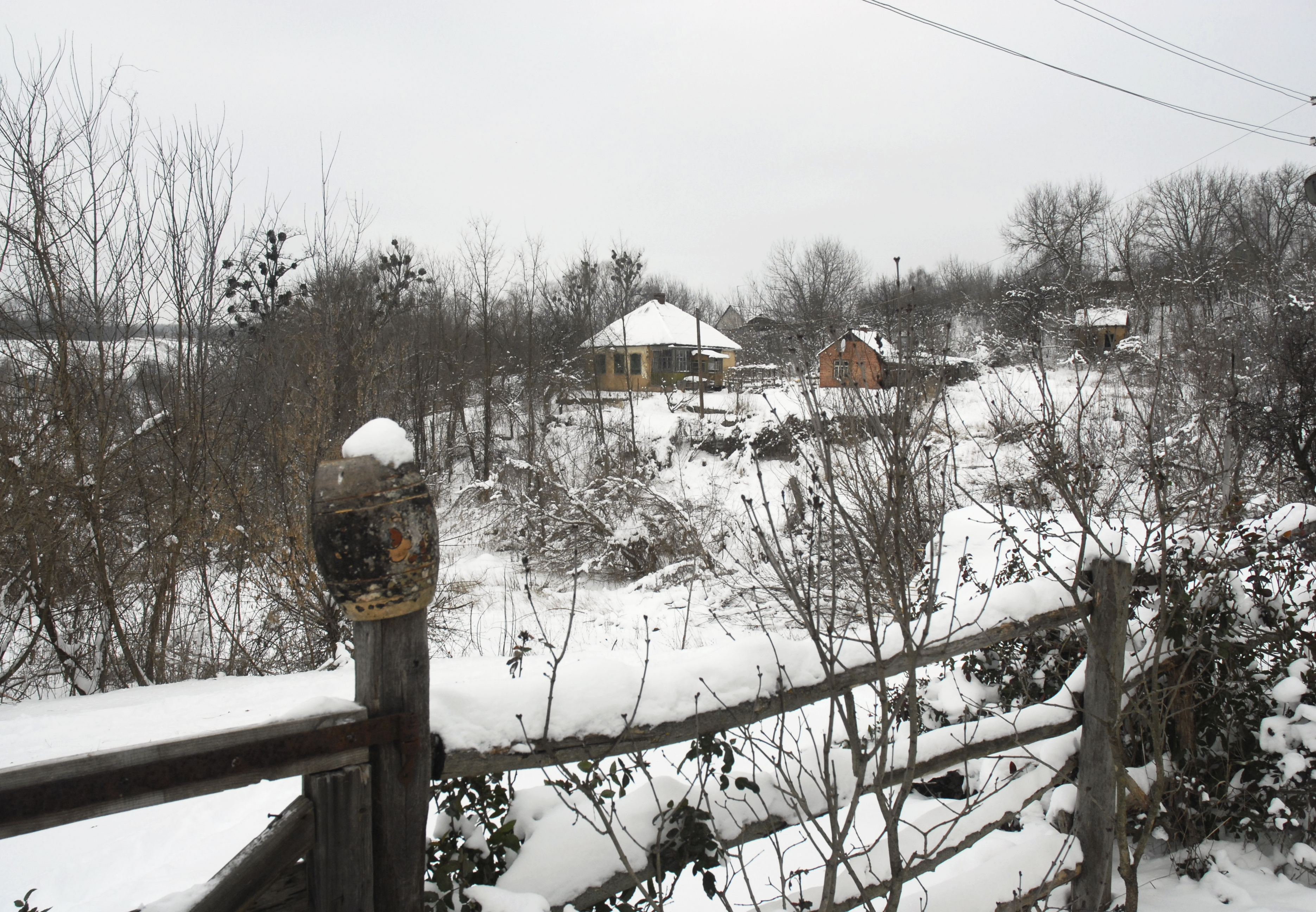
Сільська забудова Нижньої Озеряні
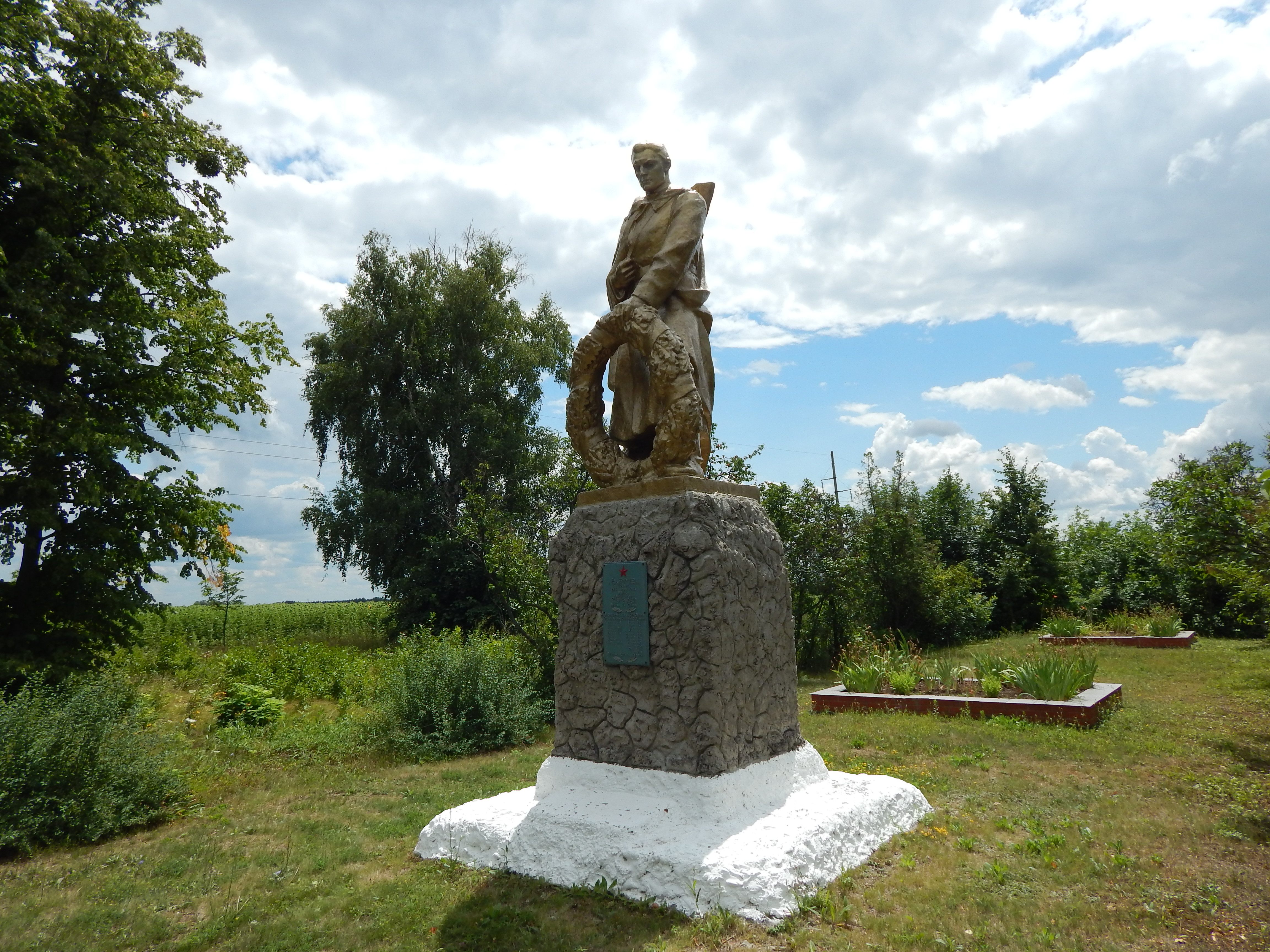
Братська могила в Нижній Озеряні